# Tarim (Jemen)

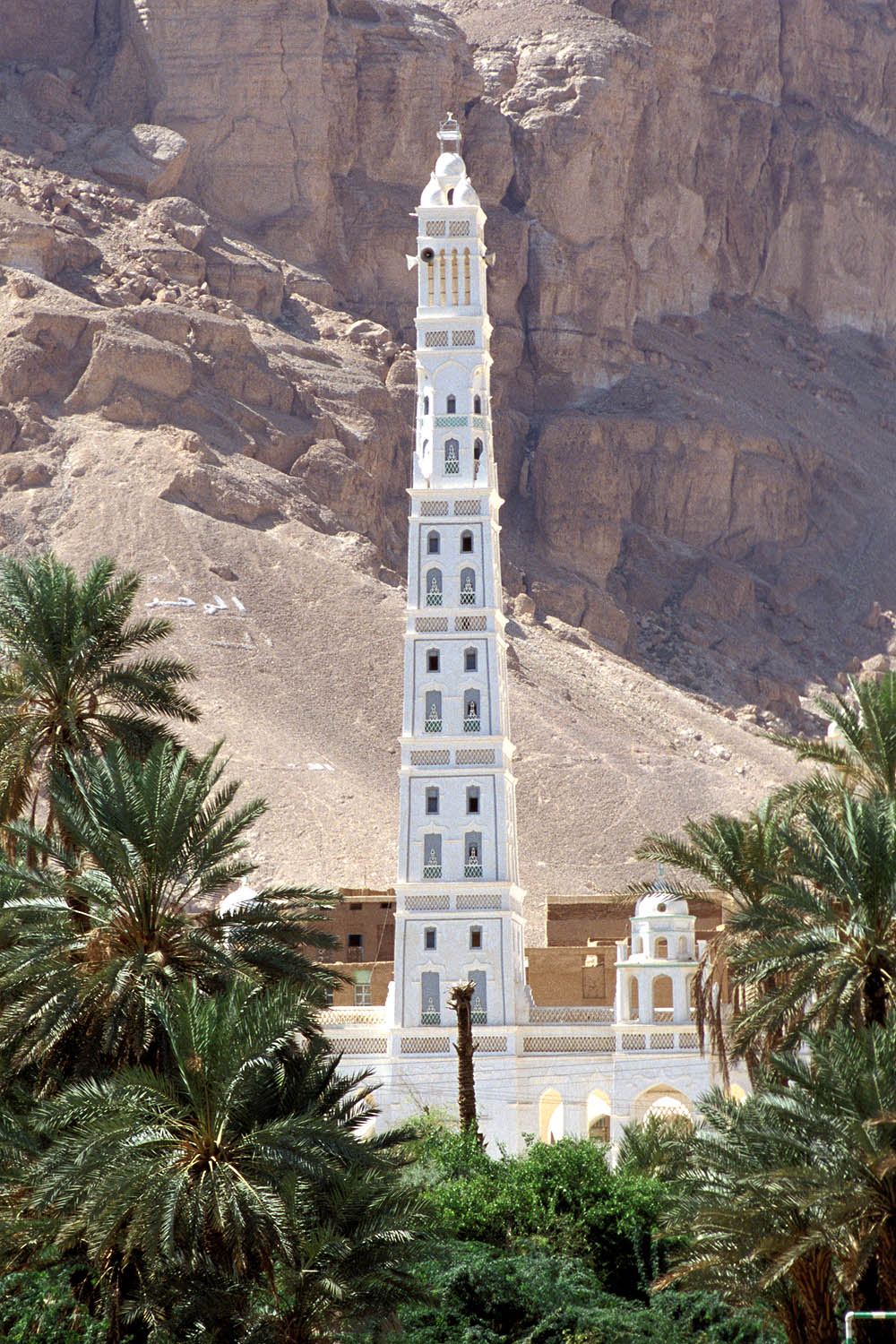
De 46 meter hoge lemen minaret

Tarim is een stad in het Jemenitische gouvernement  Hadramaut. De stad had in 2012 zo'n 59.000 inwoners.
De stad is bekend door de tientallen lemen paleizen die in allerlei verschillende architectonische stijlen gebouwd zijn. Verder zijn er een paar honderd moskeeën te vinden waarvan de oudste nog uit de 7e eeuw stamt.
Een ander opvallend bouwwerk is de minaret van de Al Muhdhar-moskee. Deze is 46 meter hoog en de hoogste minaret van Jemen en de hoogste lemen minaret ter wereld.